# 辛伟廉
辛伟廉（William San，1975年10月1日—）是马来西亚华裔男艺人，为马来西亚新传媒前簽約藝人，曾为One FM DJ。现为MELODY DJ。

## 简介
当时签下著名制作公司[Double Vision]为经理人。其后演员部解散。以自由身的身份在马来西亚娱乐圈发展。在2005年，他因接拍了多部新传媒合拍剧而获得了一点点的名气。他以六位数字签下新传媒两年的剧集合约和经理人合约，現已完成合約。
2012年，在大馬戲劇界有一定知名度的辛伟廉，將減少拍戲，轉戰主持界。

## 演出作品

### 電視劇(ntv7)
| 首播   | 剧名           | 角色             | 合作演員                               |
| 2006年 | 原点           | 方志杰           | 林宇中、陈泓宇、陈凤玲、钟晓玉         |
| 2006年 | 情有可缘       | Herman           | 袁绵伦、沈月婷、黄缳娴、张耀栋、刘芷绚 |
| 2007年 | 美丽的气味     | Dominic          | 姚懿珊、蔡佩璇、郑各评、潘玲玲         |
| 2007年 | 爱在你左右     | 傅兴汉           | 黄启铭、洪乙心、朱咪咪、黄缳娴、谢佳見 |
| 2008年 | 有你终生美丽   | 马世轩(Patrick)  | 许美珍、蔡佩璇、沈月婷、唐育书         |
| 2008年 | 还我情真       | 陈天保           | 章缜翔、钟晓玉、黄启铭                 |
| 2009年 | 谈谈情，舞舞狮 | 阿 镔            | 蔡佩璇、蔡河立、谢佳剑、李美玲、李承運 |
| 2010年 | 星光灿烂       |                  | 陈靓瑄、龚慈恩、庄惟翔、童冰玉         |
| 2010年 | 血蝴蝶         | 赵语凡           | 梁丽芳、童冰玉、章缜翔、傅志坚、苏盈之 |
| 2010年 | 浮生劫         | 傅子華           | 謝佳見、王冠逸、謝雯惠、楊威文、許雅慧 |
| 2011年 | 时光电台       | Richard Ang      | 杨雁雁、王骏、秦雯彬、朱健美           |
| 2011年 | 罪爱           | 杨伟毅           | 蔡佩璇、庄可比、林奕廷、温绍平、吴俐璇 |
| 2012年 | 羽过天晴       | 夏伟忠           | 吳俐璇、庄可比、刘铨盛、林靜苗、陳凱旋 |
| 2012年 | 飞跃阳光       | 方柏文           | 黄启铭、王爱玲、罗忆诗、陳凱旋         |
| 2015年 | 我的男友不是人 | 阿水             | 苏盈之、叶朝明                         |
| 2016年 | 幸福专卖店     | 阿Will           | 萧丽玲、刘益行                         |
| 2017年 | 游龙戏凤       | 朱厚照（正德帝） | 吳俐璇、張熙恩                         |

### 電視劇(其他)
| 首播   | 剧名        | 角色 | 备注 |
| 2001年 | 潮汐2       |      |      |
| 2001年 | 已子当归    |      |      |
| 2007年 | 缘份摩天轮  |      |      |
| 2007年 | 缘份摩天轮2 |      |      |
| 2024年 | 名門        |      |      |

### 電視電影
- 1997年：撞板大丈夫
- 1997年：表錯婚外情
- 1997年：相依为命
- 1997年：音乐恋曲
- 1997年：我爱玫瑰园
- 1997年：明日之窗
- 1998年：大地的呼喚
- 1998年：炒出個未來
- 1999年：歌之魅影
- 2000年：新村怪谈
- 2001年：艳紅
- 2002年：秋天日記
- 2011年：媒人帮
- 2012年：哈比全家福

### 電影
- 2013年：《超级神仙石》
- 2014年：《懼場》

### 廣播電台主持
- 《one FM Happy Hour》2012-2021
- 《one FM Morning Kaki》2021
- 《MELODY 放工大过天》2022 - 至今

### 综艺节目

#### ntv7
- 名人约我
- 开心就好

## 音樂專輯

### 個人專輯
- 2005年8月：The Moment，Fine Entertainment % Mono Entertainment發行

### 合輯
- 2010年：《7勢one千威虎年》
- 2011年：《闔家團圓一起發》
- 2012年：《闔家團圓一起發2012》
- 2013年：《闔家團圓一起發2013》
- 2014年：《意氣風發慶團圓》
- 2015年：《樣樣都好 Very Goat！》
- 2016年：《滿吉Go Lucky》
- 2017年：《一起发过肥年》
- 2023年：《一跃前进旺兔GOLD！》
- 2024年：《开心龙龙Way》

## 平面/电视广告
- McDonald’s (Maharani Burger)
- Ribena Mobile
- Telekom Malaysia
- F&N Festive
- Sanax (Shower Foam)
- MSN messenger
- Standard & Chartered Bank
- Southern Bank

## 獎項／入圍
- 2010年：入圍大马NTV7金视奖最佳男主角(《巴刹风云》)
- 2010年：入圍大马NTV7金视奖最佳男配角(《谈谈情，舞舞狮》)
- 2012年：入圍大马NTV7金视奖最佳男主角(《罪爱》)

## 外部連結
- 辛伟廉William脸书官方专页 （页面存档备份，存于）
- 辛伟廉William新浪官方微博 （页面存档备份，存于）
- 辛伟廉William官方部落格 （页面存档备份，存于）
- 1频道《ONEFM》辛伟廉William官方部落格
- 辛伟廉William档案在xin.msn.com娱乐